# Led Zeppelin skandináv turné (1968)
A brit Led Zeppelin együttes első turnéja, amely ekkor – a jobb promotálás érdekében – The New Yardbirds néven lépett fel.

## Története
A turnét a The Yardbirds megmaradt szerződései miatt kellett megszervezni, ám az együttes akkorra már föloszlott, így Jimmy Page bevettem maga mellé Robert Plant énekest, John Paul Jones basszusgitárost és John Bonham dobost, így tett eleget kötelességeinek.
Az első koncert Gladsaxeben volt, a gimnázium tornatermében, pontosan két hónappal a Yardbirds utolsó koncertje után. Az együttes managere, Peter Grant így számolt be erről: "Ott álltam a színpad oldalán, nyilvánvaló volt, hogy volt valami érdekes kémia." A nézők ott táncoltak a színpad előtt. 
Az együttes pénzügyileg éppen kijött a turnéból, nem volt különösebben sikeres. Végig csak klubokban léptek fel. A koncertek befejeztével úgy döntöttek, hogy lecserélik az együttes nevét, így lett Led Zeppelin.

## Közreműködők
- Robert Plant – ének, szájharmonika
- Jimmy Page – elektromos gitár
- John Bonham – dob
- John Paul Jones – basszusgitár

## Dalok listája
1. Train Kept A-Rollin'
2. Dazed and Confused
3. White Summer/Black Mountain Side
4. For Your Love
5. Communication Breakdown
6. I Can't Quit You Baby
7. You Shook Me
8. Babe I'm Gonna Leave You
9. How Many More Times
10. As Long As I Have You

## Koncertek
| Időpont              | Helyszín              |
| -------------------- | --------------------- |
| 1968. szeptember 7.  | Dánia, Gladsaxe       |
| 1968. szeptember 7.  | Dánia, Brøndby        |
| 1968. szeptember 8.  | Dánia, Lolland        |
| 1968. szeptember 8.  | Dánia, Roskilde       |
| 1968. szeptember 12. | Svédország, Stockholm |
| 1968. szeptember 13. | Svédország, Stockholm |
| 1968. szeptember 14. | Svédország, Knivsta   |
| 1968. szeptember 15. | Svédország, Göteborg  |
| 1968. szeptember 17. | Svédország, Malmö     |